# Östergötlands storregemente
Östergötlands storregemente eller Landsregementet i Östergötland var ett av nio storregementen som Gustav II Adolf organiserade i slutet av 1610-talet och som splittrades till mindre regementen under 1620-talet.

## Historia
Östergötlands storregemente sattes upp i Götaland från mindre enheter som bestod av 500 man som kallades fänikor, mer specifikt från landskapet Östergötland och länet Jönköping år 1618. Storregementet var i sin tur organiserat till tre fältregementen och ett kavalleriregemente, således egentligen mer som en brigad än vad namnet antyder.
Regementet deltog inte i några kampanjer under sin korta livslängd. Sveriges storregementen omorganiserades under tidiga 1620-talet till att bestå av tre fältregementen med åtta kompanier med 150 man i varje, totalt 3 600 soldater per storregemente. Det är osäkert om kavalleriregementet var inkluderat i det totala antalet.
År 1623 splittrades regementet till tre mindre, Östgöta infanteriregemente, Jönköpings regemente och Östgöta kavalleriregemente.

## Organisation
Före splittringen var regementet organiserat som följer:
- 1:a fältregementet
  - 6 kompanier från Östergötland
  - 2 kompanier från Jönköpings län
- 2:a fältregementet
  - 8 kompanier från Jönköpings län
- 3:e fältregementet
  - 3 kompanier från Östergötland
  - 1 kompani från Jönköpings län
  - 1 kompani från Västergötland
  - 3 kompanier "lediga"
- Kavalleriregementet
  - 8 kompanier från Östergötland